# Rorschach
Rorschach é uma comuna da Suíça, no Cantão São Galo, com cerca de 8.601 habitantes. Estende-se por uma área de 1,75 km², de densidade populacional de 4.915 hab/km². Confina com as seguintes comunas: Goldach, Horn (TG), Rorschacherberg.
A língua oficial nesta comuna é o Alemão.